# 阿德里亚娜·卡塞洛蒂
阿德里亚娜·卡塞洛蒂（英語：Adriana Caselotti，1916年5月6日—1997年1月18日）是一名美国演员、配音员、歌手，因为1937年迪士尼电影《白雪公主》 中的白雪公主配音知名，她也因此在1994年获得迪士尼传奇奖。

## 生平
她出生于美国康涅狄格州布里奇波特的意大利家庭，父亲是音乐教师，母亲是一名歌手。1935年，在米高梅合唱团工作了一段时间的阿德里亚娜·卡塞洛蒂被沃尔特·迪士尼看上，为《白雪公主》配音，她为此获得了970美元（相当于2023年的$20,559）的报酬。但是她並沒有因此走红。杰克·本尼曾问迪士尼是否能在自己的电台雇佣她，但迪士尼说：“不好意思，但那个声音不应该被用于其他任何地方。我不想毁了白雪公主给人的印象” 。之后，她只在《綠野仙蹤》和《風雲人物》 中出演兩個戲份不重的角色，之后就从电影界销声匿迹了。